# Paul Focșeneanu

Bustul lui Mihai Viteazul, marmură, 1863

Paul Focșeneanu (grafiat și Focșăneanu) (n. 1840 – d. 1867) a fost un sculptor român.
Paul Focșăneanu fost student al Academiei din Berlin și bursier al statului român la Roma.
În noiembrie 1866, tânărul sculptor Paul Focșeneanu solicita să i se pună la dispoziție un spațiu din Palatul Academiei, cum era numită în acea vreme Universitatea din București, pentru că adăpostea și proaspăt înființatul for academic, spre a putea executa o lucrare destinată Expoziției Universale de la Paris din anul următor.

## Lucrări
- Bustul lui Mihai Viteazul, realizat din marmură în anul 1863, expus la Muzeul Național de Artă al României.[2] Pentru acest bust, Paul Focșaner (alt nume sub care apărea în epocă) a primit medalia de clasa III. Fiind în acel moment plecat din țară, cu o bursă de studii la Berlin, pentru perfecționarea în sculptură, îi este expediată diploma pentru medalia de clasa III ce-i fusese  acordată și este întrebat cui să-i fie încredințată suma de 25 de galbeni ce însoțea acea distincție. Paul Focșeneanu, atunci în vârstă de 24 de ani, a oferit Pinacotecii bucureștene bustul lui Mihai Viteazul care, pe 28 iunie 1865 a fost trimis directorului Theodor Aman, spre a-l înregistra în patrimoniul acelei instituții.[1]
- Monumentul „Crucea Domnitorului” din satul Melicești, realizat de Paul Focșeneanu în 1866 și așezat pe locul unde regele Carol I al României a vrut să-și construiască un palat. Deoarece calul său s-a accidentat, Carol a considerat că este un semn rău și a decis să construiască la Sinaia Castelul Peleș. Pe cruce stă scris: "Această sacră Cruce s–a ridicat spre menirea fericitei călătorii a Măriei sale Domnului Românilor Carol I, Principe de Hohenzollern, prin acestu județu Prahova și a trecerii înălțimei sale peste acestu piscu de la Milicești în anul 1866 mergând de la Telega".[3] Monumentul Crucea Domnului se află în satul Melicești, la 5 km distanță față de centrul comunei Telega, amplasat pe un pisc la o altitudine de peste 800 m, de unde se pot vedea foarte clar Munții Bucegi înspre nord-vest și Munții Baiului înspre nord-est.[4]
- Basorelieful de pe frontonul Universității din București, lucrat în colaborare cu Karl Storck. Basorelieful, executat în stil neoclasic, a fost distrus în timpul bombardamentelor aeriene americane din 4 aprilie 1944. Frontonul o prezenta pe Minerva încununând artele și științele. În scena centrală, Minerva întindea o cunună de lauri unei figuri alegorice cu o liră în mână, alegoria poeziei. La dreapta și la stânga zeiței apăreau științele și artele, drapate sau nude. Frontonul nu a mai fost refăcut, fragmente recuperate dintre ruine se păstrează la Muzeul de Artă Frederic Storck și Cecilia Cuțescu-Storck.[5]